# Erna Hennicot-Schoepges

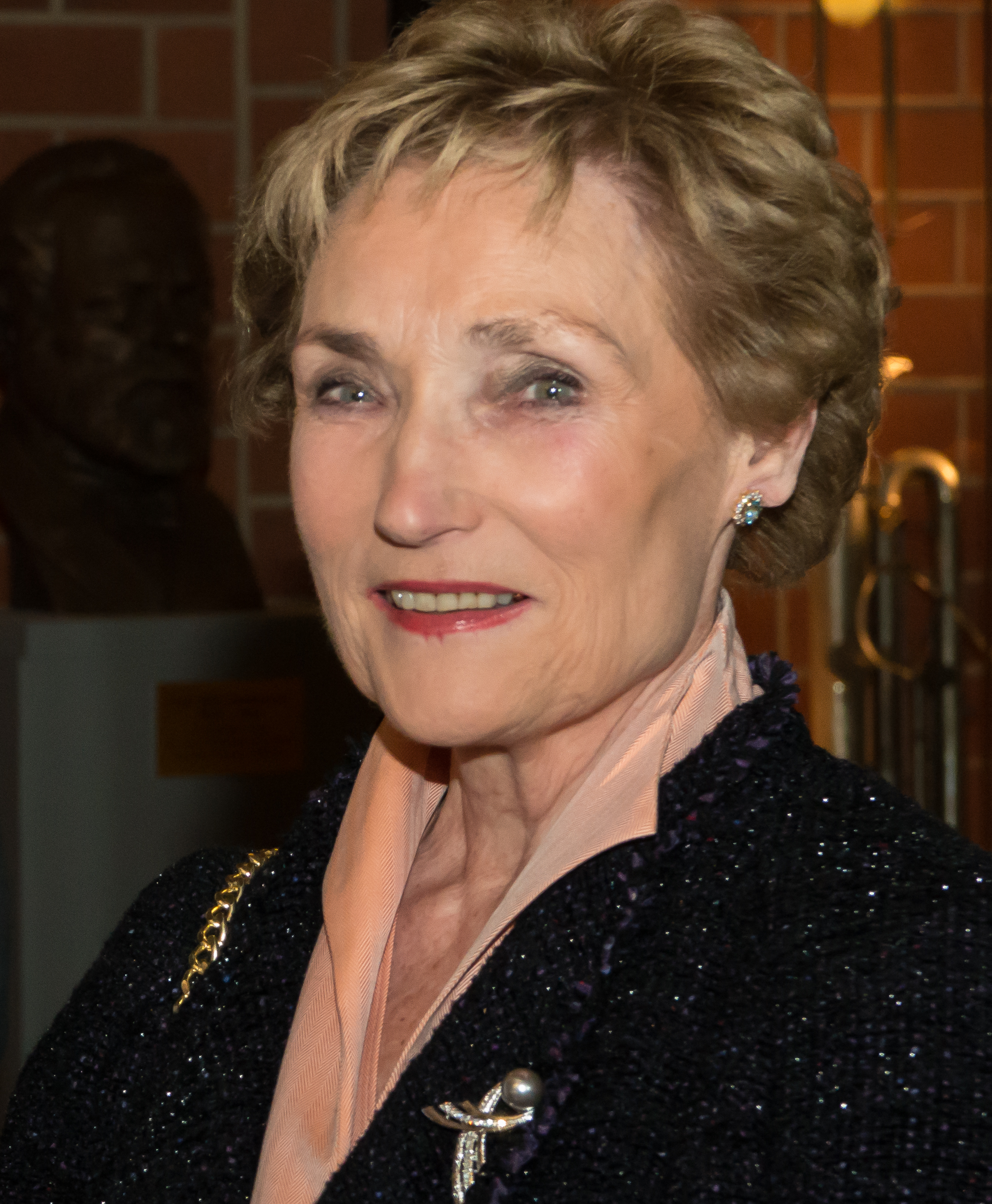
Erna Hennicot-Schoepges (2016).

Erna Hennicot-Schoepges (* 24. Juli 1941 in Dudelingen) ist eine luxemburgische Pianistin und Politikerin.

## Leben
Nach ihrer Schulzeit studierte Hennicot-Schoepges Musikwissenschaften, Literatur und Philosophie. Sie wurde Hochschullehrerin für Musik in Luxemburg. Später war sie Gastgeberin einer Radioshow im Radio Luxembourg.
Von 1989 bis 1995 war Hennicot-Schoepges Präsidentin der Abgeordnetenkammer (Chambre des députés). Ihr folgte als Präsident des Parlamentes Jean Spautz nach.
Hennicot-Schoepges war von 1995 bis 2003 Parteivorsitzende der Christlichen Sozialen Volkspartei. Ihr Nachfolger war François Biltgen.
In der Regierung Juncker-Poos war sie von Januar 1995 bis 1999 Unterrichtsministerin, Kulturministerin und Kultusministerin. In der darauf folgenden Regierung Juncker-Polfer war sie zwischen 1999 und 2004 Kulturministerin, Ministerin für Hochschulen und Forschung und Ministerin für öffentliche Bauten. Zudem war sie während beider Mandate delegierte Ministerin für die Francophonie.
Von 2004 bis 2009 war sie Abgeordnete im Europaparlament.

## Auszeichnungen
- 1990: Großkreuz des Falkenordens
- 1990: Großoffizier des Ordens der Eichenkrone
- 1992: Großkreuz der Ehrenlegion
- 1994: Großkreuz des belgischen Kronenordens
- 1996: Kommandeur mit Stern des norwegischen Verdienstordens
- 1999: Großoffizier des Militär- und Zivildienst-Ordens Adolphs von Nassau
- 2002: Großes Goldenes Ehrenzeichen am Bande für Verdienste um die Republik Österreich[2]